# Claregalway
Claregalway (iriska: Baile Chláir) är en ort i republiken Irland.   Den ligger i grevskapet County Galway och provinsen Connacht, i den centrala delen av landet, 180 km väster om huvudstaden Dublin. Claregalway ligger 11 meter över havet och antalet invånare är 1 217.
Terrängen runt Claregalway är platt. Runt Claregalway är det ganska tätbefolkat, med 60 invånare per kvadratkilometer. Närmaste större samhälle är Galway, 10,1 km sydväst om Claregalway. Trakten runt Claregalway består i huvudsak av gräsmarker.